# 真的真的喜歡你
《真的真的喜歡你》（韓語：진짜 진짜 좋아해）是韓國MBC於2006年4月8日起播出的週末連續劇。

## 劇情介紹
張鈞元是韓國現今總統的兒子，職業是一名醫生。有一次在江原道旅行時，在山區發生意外，剛巧被住在山區的余峰順救了。南峰齊是一名在青瓦臺（總統的官邸）工作的保鏢，因接到上司的命令而前往江原道接鈞元回首爾。鈞元在峰順家休養期間，察覺到與峰順相依為命的奶奶的身體出現了毛病，帶她回首爾的醫院進行檢查時，發現她患上了絕症。峰順的奶奶臨死前，告訴峰順去找她的親生父母，她在家找到了兩張照片，其中一張是小時後的她和現在的總統
......
為了調查自己的身世，峰順來到了首爾，但她帶來的錢被小偷偷走了，峰順迫於無奈走到峰齊的家借宿幾天，並把生活費寄望在她個多月前在山找到百年老蔘。可是，陰差陽錯下，峰齊把那老蔘吃掉了，峰順唯有在峰齊的家待下去。為了接近總統，峰順參加了青瓦臺舉行的見習廚師的招聘比賽，並贏了比賽，在青瓦臺工作......

## 人物介紹

### 主要人物
- 柳真 飾演 余峰順

自小在山村生活的姑娘，喜歡參加不同的比賽，廚藝了得。
- 李民基 飾演 南峰齊

青瓦臺的保鏢，平常吊兒郎當，但工作時非常認真，喜歡識女子。
- 柳鎮 飾演 張鈞元

總統的兒子，已婚，有一個6歲的女兒，但妻子得了痴呆症，智力不斷退化。

### 其他人物
- 鄭少英 飾演 孫智秀

鈞元的妻子，因不知名的原因而罹患痴呆症。
- 柳太準 飾演 金柱燁

和峰齊一樣是青瓦臺的保鏢，追女生不在意外表，而是忌諱年紀比他大的女生。
- 金国鎮（朝鲜语：김국진）飾演 尹亨道

攝影師。
- 申敏姬（朝鲜语：신민희） 飾演 金秀慶

余峰順的二妹，但是沒有血緣關係，當過扒手，曾經扒過余峰順的錢。
- 鄭多彬 飾演 張孝媛

總統的孫女，張鈞元的女兒。
- 琴寶羅 飾演 李韓淑
- 張勇 飾演 南大植
- 崔佛岩 飾演 張民鎬
- 金惠鈺 飾演 吳英實
- 尹汝貞 飾演 具香淑
- 金昌完 飾演 姜山

## 其他搭配歌曲
- 台灣緯來戲劇台版本 
  - 片頭曲：TANK《城裡的月光》

## 外部連結
- 韓國MBC官方網站 （页面存档备份，存于） 
- 台灣緯來官方網站 （页面存档备份，存于） （繁體中文）

| MBC 週末劇                                  | MBC 週末劇                                     | MBC 週末劇 |
| ------------------------------------------- | ---------------------------------------------- | ---------- |
|                                             | 真的真的喜歡你 （2006年4月8日 - 2006年8月6日） |            |
| 我們結婚吧 （2005年10月8日 - 2006年4月2日） | 姊姊 （2006年8月12日 - 2007年2月18日）         |            |

| 臺灣 緯來戲劇台 週一至五 22:00 - 23:00      | 臺灣 緯來戲劇台 週一至五 22:00 - 23:00           | 臺灣 緯來戲劇台 週一至五 22:00 - 23:00 |
| ------------------------------------------- | ------------------------------------------------ | -------------------------------------- |
|                                             | 真的真的喜歡你 （2007年1月17日 - 2007年3月20日） |                                        |
| 戀愛時代 （2006年12月14日 - 2007年1月16日） | 愛情判決 （2007年3月21日 - 2007年4月23日）       |                                        |